# (8567) 1996 HW1
(8567) 1996 HW1 ist ein Asteroid des Amor-Typs, der am 23. April 1996 von Spacewatch am Kitt Peak-Observatorium entdeckt wurde.